# Datu Montawal
Datu Montawal est une localité de la province de Maguindanao, aux Philippines. En 2015, elle compte 34 820 habitants.